# Rif Saitgariejew
Rif Raisowicz Saitgariejew, ros. Риф Раисович Саитгареев, tat. Rif Rəis uğlı Səyetgərəyev, Риф Рәис улы Сәетгәрәев (ur. 26 września 1960 w Ufie, zm. 18 czerwca 1996 w Ostrowie Wielkopolskim) – rosyjski żużlowiec pochodzenia tatarskiego.

## Kariera sportowa
Wielokrotny medalista mistrzostw ZSRR i Rosji.
Jeździł w polskich klubach Iskra Ostrów Wielkopolski i ZKŻ Polmos Beram Zielona Góra, będąc przez kilka lat ich wiodącym zawodnikiem. Styl jego jazdy spowodował, że nadano mu przydomek "Tatarska strzała" (po tatarsku - "Tatar Uka").
6 czerwca 1996 podczas meczu z Unią Leszno o Mistrzostwo II Ligi Żużlowej uległ poważnemu wypadkowi na torze. W piątym wyścigu spotkania na starcie stanęli od wewnętrznej części toru: Andrzej Szymański (Unia), Paweł Łęcki (Iskra), Robert Mikołajczak (Unia) oraz Rif. Po starcie doszło do bezpośredniego kontaktu pomiędzy trzema pierwszymi żużlowcami i Rif ratując się przed wypadkiem, chcąc ominąć całą resztę, z dużą prędkością uderzył w słupek bramy wjazdowej do parkingu. Orzeczenie lekarskie stwierdziło uraz wielonarządowy: stłuczenie pnia mózgu, krwiak śródczaszkowy, przerwanie rdzenia kręgowego oraz złamanie przedramienia. Po 12 dniach (18 czerwca 1996 roku) żużlowiec zmarł w szpitalu w Ostrowie Wielkopolskim.
W Ostrowie uhonorowany memoriałem swojego imienia oraz tablicą pamiątkową na stadionie.

## Starty w lidze
Liga polska
- Iskra Ostrów Wielkopolski (1994, 1996)
- ZKŻ Polmos Beram Zielona Góra (1995)

Liga rosyjska
- Baszkiria Ufa
- SKA Lwów

## Osiągnięcia
Indywidualne Mistrzostwa Świata Juniorów
- 1980 -  Pocking - 13. miejsce - 5 pkt → wyniki

Indywidualne Mistrzostwa ZSRR
- 1982, 1989 - 1. miejsce
- 1988 - 2. miejsce
- 1981 - 3. miejsce

Indywidualne Mistrzostwa Rosji
- 1983, 1984, 1988, 1995 - 1. miejsce
- 1987 - 2. miejsce
- 1986 - 3. miejsce

Indywidualne Mistrzostwa Juniorów ZSRR
1981 - 1. miejsce

## Inne ważniejsze turnieje
| Osiągnięcia: | Osiągnięcia: | 9. miejsce (1996) | 9. miejsce (1996) | 9. miejsce (1996) | 9. miejsce (1996) |
| Sezon        | Miasto       | Msc               | Pkt               | Biegi             | Kluby             |
| 1996         | Gorzów Wlkp. | 9                 | 8                 | (1,1,2,2,2)       | Ostrów Wlkp.      |